# Kanton Saint-Martin-de-Valamas
Der Kanton Saint-Martin-de-Valamas war bis 2015 ein französischer Wahlkreis im Arrondissement Tournon-sur-Rhône, im Département Ardèche und in der Region Rhône-Alpes. Hauptort (frz.: chef-lieu) war Saint-Martin-de-Valamas. Die landesweiten Änderungen in der Zusammensetzung der Kantone brachten im März 2015 seine Auflösung.
Der Wahlkreis war 205,62 km² groß und hatte 3189 Einwohner (Stand 2012).

## Gemeinden
| Gemeinde                | Einwohner (Stand: 2013) | Code postal | Code Insee |
| ----------------------- | ----------------------- | ----------- | ---------- |
| Arcens                  | 361                     | 07310       | 07012      |
| Borée                   | 164                     | 07310       | 07037      |
| Chanéac                 | 264                     | 07310       | 07054      |
| Intres                  | 150                     | 07320       | 07103      |
| Lachapelle-sous-Chanéac | 178                     | 07310       | 07123      |
| La Rochette             | 58                      | 07310       | 07195      |
| Saint-Clément           | 96                      | 07310       | 07226      |
| Saint-Jean-Roure        | 279                     | 07160       | 07248      |
| Saint-Julien-Boutières  | 194                     | 07310       | 07252      |
| Saint-Martial           | 241                     | 07310       | 07267      |
| Saint-Martin-de-Valamas | 1171                    | 07310       | 07269      |